# Брили - Сант'Еузебио (Мачерата)
Брили - Сант'Еузебио (итал. Brilli (Sant'Eusebio)) насеље је у Италији у округу Мачерата, региону Марке.
Према процени из 2011. у насељу је живело 38 становника. Насеље се налази на надморској висини од 549 м.